# شهرستان موریس (تگزاس)
شهرستان موریس، تگزاس (به انگلیسی: Morris County, Texas) یک سکونتگاه مسکونی در ایالات متحده آمریکا است که در تگزاس واقع شده‌است.

## خصوصیات
شهرستان موریس ۶۷۰٫۸۱ کیلومترمربع مساحت دارد.